# Ingênuo (usurpador)
Ingênuo (português brasileiro) ou Ingénuo (português europeu) (em latim: Ingenuus), ou Ingebo (Ingebus) segundo Aurélio Víctor, foi um oficial e então usurpador do século III contra os imperadores Valeriano (r. 253–260) e Galiano (r. 253–268), um dos Trinta Tiranos da História Augusta. Inicialmente um governador na Panônia Inferior ou Superior e supervisor de Valeriano II, filho de Galiano, na região em 260, possivelmente após a captura de Valeriano pelo Império Sassânida rebelou-se em Sirmio com apoio das legiões da Mésia. Sua usurpação foi efêmera, e logo Galiano e seu comandante Auréolo suprimiram-no na Batalha de Mursa.

## Vida

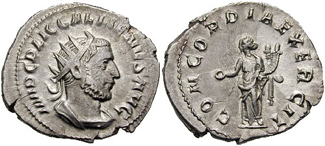
Antoniniano de Galiano r.

Ingênuo surge nas fontes em 258, quando era governador da Panônia Inferior ou Superior ou ambas. John Bray sugeriu, apesar de não haver evidência para isso, que era senador antes da nomeação, o que reforçaria a tradição em voga à época de eleger senadores aos postos de governadores de províncias. Nesse momento, Valeriano II, filho de Galiano (r. 253–268), era governador nominal dessa porção do Império Romano, sendo igualmente possível que Ingênuo tenha sido colocado como seu supervisor. O Continuador de Dião Cássio alude à nomeação de Ingênuo por Galiano num trecho no qual relata  suposta conversa entre a imperatriz Salonina e Valentino na qual ela expressa seu descontentamento por sua nomeação e sua falta de confiança em Ingênuo.
William Leadbetter, julgando seu papel como supervisor, considera que a morte precoce de Valeriano II naquele ano deve ter abalado sua posição política, mas o fato de Galiano estar distraído em outras partes do Império Romano deve ter certamente o beneficiado. A História Augusta afirma que Ingênuo então usa a situação para reivindicar a púrpura imperial. Em 1966, Jeno Fitz datou a revolta em 258 ao ligar o episódio à morte de Valeriano II e o suposto temor de uma invasão marcomana. A literatura mais recente data-a em 260, logo depois da captura de Valeriano (r. 253–260) pelo xá Sapor I (r. 240–270) do Império Sassânida.
A inexistência de evidências para uma invasão marcomana em 258, bem como a carência de moedas cunhadas em nome de Ingênuo são os principais obstáculos à aceitação da teoria de Fitz. Sobretudo a carência de moedas demonstra que governou por pouco tempo e numa área geográfica onde casas da moeda não estavam prontamente disponíveis para suas emissões. Segundo John Bray, não havia uma casa da moeda disponível em Viminácio à época de sua usurpação, mas ele pode ter imediatamente começado a vasculhar a área sob seu controle por artesãos de modo a autenticar seu título pela emissão de dinheiro.
Ingênuo foi proclamado imperador em Sirmio pelas legiões da Mésia. Quando as notícias alcançaram Galiano, seu exército fez uma rápida marcha à Panônia, onde derrota Ingênuo em Mursa Maior; Auréolo teve papel central na vitória. Ingênuo morreu em luta, ou se suicidou para evitar ser capturado. Tal revolta, embora derrotada com sua morte, ressurgiu pouco depois de Regaliano.